# Seis noves em pi

Distribuição de números de π. A vermelho encontram-se os seis noves em π.

Uma sequência de seis noves ocorre na representação decimal do número pi (π), começando na posição decimal 762. Tornou-se famosa pela coincidência matemática e devido à ideia de que alguém poderia memorizar os dígitos de π até aquele ponto, recitá-los e terminar com "nove nove nove nove nove nove e assim por diante", o que parece sugerir que π é racional. A primeira menção conhecida dessa ideia ocorre no livro Metamagical Themas de Douglas Hofstadter, de 1985, onde Hofstadter afirma
Eu mesmo uma vez aprendi 380 dígitos de π, quando era um garoto maluco do colégio. Minha ambição nunca alcançada era chegar ao ápice, 762 dígitos na expansão decimal, onde vai "999999", para que eu pudesse recitar em voz alta, chegar àqueles seis 9s, e então dizer travessamente, "e assim por diante!"
Esta sequência de seis noves é às vezes chamada de "ponto de Feynman", em homenagem ao físico Richard Feynman, que supostamente afirmou a mesma ideia em uma palestra. Não está claro quando, ou mesmo se, Feynman fez tal declaração, entretanto; não é mencionado em biografias publicadas ou em suas autobiografias, sendo desconhecido por seu biógrafo, James Gleick.

## Estatísticas relacionadas
π é conjecturado como, mas não se sabe se é, um número normal. Para um número normal amostrado uniformemente ao acaso, a probabilidade de uma sequência específica de seis dígitos ocorrer no início da representação decimal é de cerca de 0,08%. No entanto, se a sequência puder se sobrepor (como 123123 ou 999999), a probabilidade será menor. A probabilidade de seis nove consecutivos tão cedo é cerca de 10% menor, ou 0,0686%.
A sequência inicial de seis 9s também é a primeira ocorrência de quatro e cinco dígitos idênticos consecutivos. A próxima sequência de seis dígitos idênticos consecutivos é novamente composta por 9s, começando na posição 193 034. A próxima sequência distinta de seis dígitos idênticos consecutivos começa com o dígito 8 na posição 222 299, enquanto sequências de nove 9s ocorrem em seguida nas posições 590 331 982 e 640 787 382.
As posições da primeira ocorrência de uma sequência de 1, 2, 3, 4, 5, 6, 7, 8 e 9 9s consecutivos na expansão decimal são 5; 44; 762; 762; 762; 762; 1.722.776; 36.356.642; e 564.665.206, respectivamente (sequência A048940 na OEIS).

## Expansão decimal
Os primeiros 1.001 dígitos de π (1.000 dígitos decimais), mostrando execuções consecutivas de três ou mais dígitos, incluindo os seis nove consecutivos sublinhados, são os seguintes:
3,1415926535 8979323846 2643383279 5028841971 6939937510 5820974944 5923078164 0628620899 8628034825 3421170679 8214808651 3282306647 0938446095 5058223172 5359408128 4811174502 8410270193 8521105559 6446229489 5493038196 4428810975 6659334461 2847564823 3786783165 2712019091 4564856692 3460348610 4543266482 1339360726 0249141273 7245870066 0631558817 4881520920 9628292540 9171536436 7892590360 0113305305 4882046652 1384146951 9415116094 3305727036 5759591953 0921861173 8193261179 3105118548 0744623799 6274956735 1885752724 8912279381 8301194912 9833673362 4406566430 8602139494 6395224737 1907021798 6094370277 0539217176 2931767523 8467481846 7669405132 0005681271 4526356082 7785771342 7577896091 7363717872 1468440901 2249534301 4654958537 1050792279 6892589235 4201995611 2129021960 8640344181 5981362977 4771309960 5187072113 4999999837 2978049951 0597317328 1609631859 5024459455 3469083026 4252230825 3344685035 2619311881 7101000313 7838752886 5875332083 8142061717 7669147303 5982534904 2875546873 1159562863 8823537875 9375195778 1857780532 1712268066 1300192787 6611195909 2164201989